# مرضي بن علي الطرسوسي
مرضي بن علي بن مرضي الطرسوسي (؟؟ - 589هـ/ ؟؟ - 1193)، كاتب وخبير في الشؤون العسكرية في العصر الأيوبي في القرن الثاني عشر. لديه عددا من المؤلفات، منها دليل عسكري لصلاح الدين في عام 1187. وقد تبين أن مؤلفاته تعد مصدرا ثمينا للمؤرخين في العصور الوسطى والعسكريين.
ومن مؤلفاته:
- «تبصرة أرباب الألباب في كيفية النجاة في الحروب من الأسواء».
- «نشر أعلام الأعلام في العدد والآلات المعينة على لقاء الأعداء».[2]